# Raymond Carr
Pour les articles homonymes, voir Carr.
Sir Raymond Carr, né Raymond Albert Maillard Carr à Bath (Angleterre) le 11 avril 1919 et mort le 19 avril 2015, est un historien et hispaniste britannique contemporain.

## Biographie
Grâce à des livres comme España 1808-1975 et à ses nombreuses études sur la Seconde République espagnole ou la Guerre civile espagnole, Raymond Carr a été admis parmi les grands historiens contemporains, tout en offrant une nouvelle lecture de l'histoire espagnole.
Carr a présidé la Société d'études latino-américaines, a été professeur d'histoire latino-américaine à l'université d'Oxford et directeur du St Anthony´s College d'Oxford.

## Distinctions
Membre de la British Academy, il a reçu de multiples reconnaissances pour son travail en tant qu'hispaniste, parmi lesquelles on peut distinguer la grand-croix de l'ordre d'Alphonse X le Sage (1983) et le prix Prince des Asturies de sciences sociales (1999).

## Publications
- Two Swedish Financiers: Louis De Geer and Joel Gripenstierna, in H. E. Bell and R. L. Ollard, eds., Historical Essays Presented to David Ogg, London: Black, 1963
- Spain 1808–1939, Oxford University Press, 1966
- Latin American Affairs (ed.), Oxford University Press, 1970 (St Antony's Papers, no. 22)
- The Republic and the Civil War in Spain (ed.), 1971
- English Fox Hunting: A History, London: Weidenfeld & Nicolson, 1976, 2nd edition 1986,  (ISBN 978-0-297-77074-9)
- The Spanish Tragedy: the Civil War in Perspective, 1977
- Spain: Dictatorship to Democracy (avec Juan Pablo Fusi), 1979
- Modern Spain: 1875-1980, 1980
- Spain 1808-1975, Oxford: Clarendon Press, 1982
- Fox-Hunting (avec Sara Carr), Oxford University Press, 1982,  (ISBN 978-0-19-214140-8)
- Puerto Rico: a colonial experiment, 1984
- The Spanish Civil War: A History in Pictures (ed.), New York, W. W. Norton & Co., 1986
- The Chances of Death: a diary of the Spanish Civil War de Priscilla Scott-Ellis (ed. by Carr), 1995[2]
- Visiones de fin de siglo, 1999
- Spain: A History (ed.), 2000
- (es) El rostro cambiante de Clío (collection of pieces translated into Spanish by Eva Rodríguez Halffter), Madrid: Biblioteca Nueva, 2005  (ISBN 84-9742-403-4)